# Estación Martínez
Martínez es una estación ferroviaria ubicada en la localidad homónima, en el partido de San Isidro, Provincia de Buenos Aires, Argentina.

## Servicios
Es una estación intermedia del servicio eléctrico metropolitano de la línea Mitre ramal Tigre, que se presta entre las estaciones Retiro y Tigre y es operado por Trenes Argentinos Operaciones.

## Historia
Ladislao Martinez, antiguo propietario del terreno de la actual zona de Martinez, que subdividió las tierras en pequeñas parcelas, entregó las mismas a los interesados con el compromiso de levantar sus viviendas, dando lugar a la formación de un pueblo.
La empresa del Ferrocarril del Norte de Buenos Aires compró las tierras para la construcción de la estación que lleva su nombre, inaugurándose el 18 de noviembre de 1871, fecha en que quedó librada al uso público.
Posteriormente su heredera Matilde Ayerza Martínez, donaría a la Municipalidad de San Isidro el camino privado de acceso a su heredad, que unía la estación con su casa, siendo destinado a calle pública. Hoy en día esta Estación Ferroviaria corresponde al Ferrocarril General Bartolomé Mitre denominado Línea Mitre, estación del Ramal Retiro-Tigre.
Martínez fue declarada ciudad el 18 de noviembre de 1981 al haber alcanzado la cantidad de habitantes necesarios para tal fin.

## Toponimia
El nombre de la estación se debió a Ladislao Martínez, propietario original de las tierras donde fue ubicada la estación.

## Arquitectura notable
Una de las características más notables de la estación es el puente peatonal que atraviesa los rieles de un andén al otro. Desde el puente uno puede ver al sur hacia la ciudad de Buenos Aires y hacia Tigre, al norte.